# Brisbane City Botanic Gardens

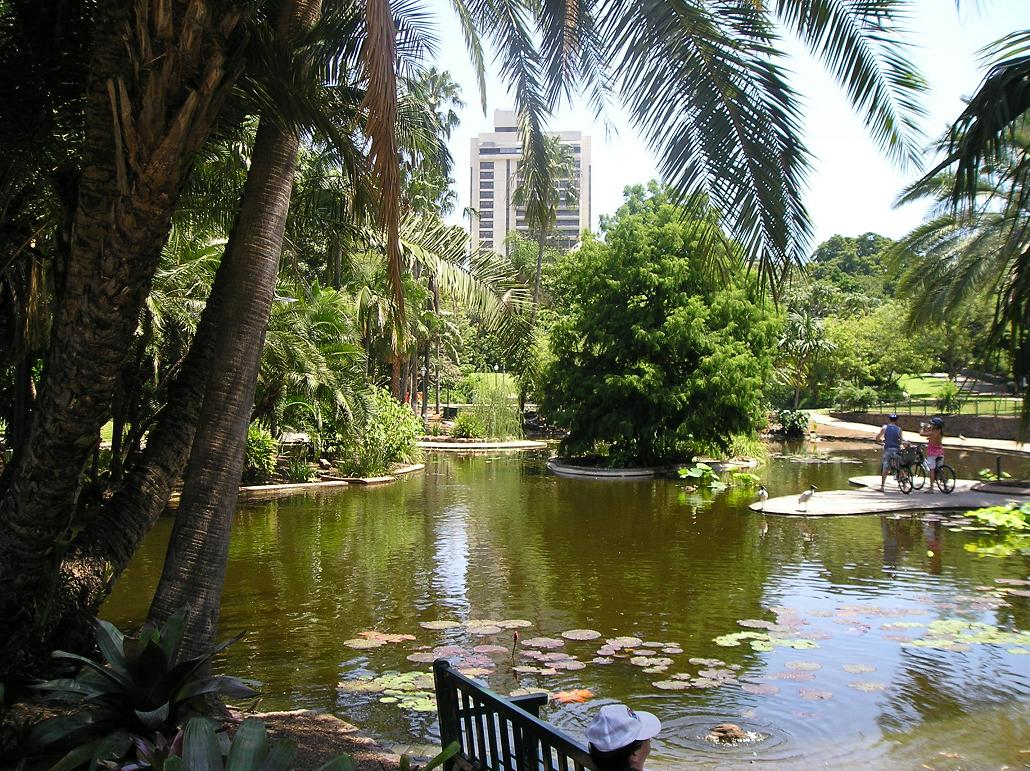
Ententeich in den Botanic Gardens

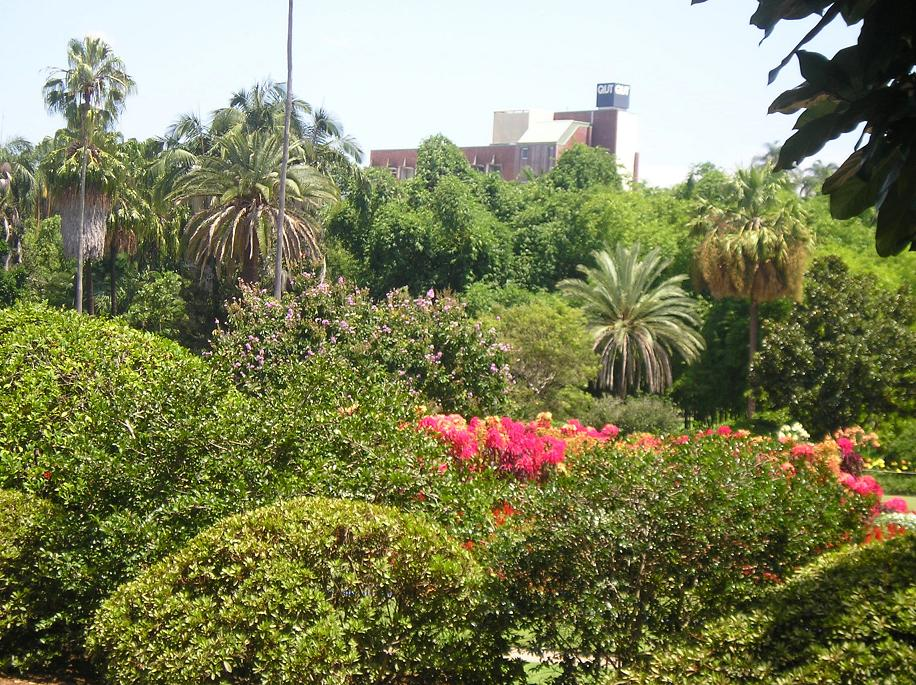
Der Gardens-Point-Campus grenzt an die Parkanlage an.

Die Brisbane City Botanic Gardens befinden sich im Südosten der Halbinsel des Brisbane Rivers, auf der das Central Business District von Brisbane liegt. Die Parkanlage liegt an der Alice Street und an der George Street.
Die Brisbane City Botanic Gardens wurden 1855 gegründet und nehmen eine Fläche von ungefähr 20 Hektar ein. Der Park wird auf der einen Seite vom Brisbane River und auf der anderen Seite vom Parliament House sowie dem Gardens-Point-Campus der Queensland University of Technology begrenzt. Zu den Besonderheiten der Brisbane City Botanic Gardens zählt eine bemerkenswerte Sammlung von Palmfarnen, Palmen, Feigen und Bambus. Einige der älteren Bäume sind die ersten ihrer Art, die in Australien verpflanzt wurden. Auf der Parkanlage wachsen außerdem zahlreiche botanische Seltenheiten.
Aufgrund der Nähe zum Fluss wurden die Botanic Gardens zwischen 1870 und 1974 bereits achtmal überschwemmt. Da viele Pflanzen dabei abgetragen wurden, ließ der Brisbane City Council am Fuße des Mount Coot-tha einen weiteren Park, die Brisbane Botanic Gardens, anlegen.
Die Parkanlage ist rund um die Uhr geöffnet und die Wege werden nachts beleuchtet.